# Friona didymata
Friona didymata là một loài tò vò trong họ Ichneumonidae.